# António Dias de Figueiredo
António Dias de Figueiredo é um engenheiro e professor português.

## Biografia
Licenciou-se em Engenharia Electrotécnica pela Faculdade de Engenharia da Universidade do Porto em 1970, doutorou-se em Computer Science pela Universidade de Manchester em 1976 e obteve a Agregação em Engenharia Informática pela Universidade de Coimbra em 1982.
É professor catedrático da Faculdade de Ciências e Tecnologia da Universidade de Coimbra desde 1984.
Em 1985 propôs o Projecto Minerva tendo coordenado nacionalmente o mesmo projecto durante a sua fase piloto, entre Outubro de 1985 e Outubro de 1988.
Em 1997 recebeu o Doutoramento Honoris Causa pela Universidade Aberta.